# 渡辺智佳
渡辺 智佳（わたなべ ちか、1991年10月9日 - ）は日本で活動するミュージカル俳優である。東京都目黒区出身。劇団四季所属。

## 来歴
多摩大学目黒高等学校を経て2010年4月に日本女子体育大学体育学部運動科学科舞踊学専攻へ入学する。体育学部の2年先輩に宮田愛がいる。並行して金光郁子舞踊学園でダンサーとして活動していた
。在学中に劇団四季のオーディションに合格し、2013年5月19日に開幕したミュージカル南十字星東京公演のアンサンブル役が初舞台出演となった。

## 主な出演作品
- ミュージカル南十字星（2013年アンサンブル）
- ライオン・キング（2014年アンサンブル8枠）
- 人間になりたがった猫（2015年パン屋）
- アラジン（2016年アンサンブル2枠）
- キャッツ（2016年ボンバルリーナ）

※括弧内の年は初出演年